# Kane Tanaka
Kane Tanaka, nata Ota (in giapponese: 田中カ子; Wajiro, 2 gennaio 1903 – Fukuoka, 19 aprile 2022), è stata una supercentenaria giapponese vissuta 119 anni e 107 giorni.
È stata Decana dell'umanità dal 22 luglio 2018 fino alla morte ed è la seconda persona più longeva della storia, dietro solo alla francese Jeanne Calment (1875-1997).
È una delle 12 persone nella storia dell'umanità ad aver compiuto 117 anni, una delle 4 ad averne compiuti 118, insieme a Jeanne Calment, Sarah Knauss e Lucile Randon (1904-2023) e una delle 3 ad averne compiuti 119, insieme alle prime due.

## Biografia
Kane Tanaka nacque il 2 gennaio 1903 nel villaggio di Kazuki, nella prefettura di Fukuoka, in Giappone, nell'isola meridionale di Kyūshū, da Kumakichi e Kuma Ota, durante il periodo Meiji. Nata prematuramente, ha assunto il latte fornito da donne diverse da sua madre. Si sposò con il cugino Hideo Tanaka il 6 gennaio 1922. Durante la seconda guerra mondiale ha lavorato con il marito Hideo in un negozio che vendeva torte di riso. Nel 1952, sotto l'influenza delle forze armate statunitensi presenti sul territorio giapponese, Kane Tanaka e suo marito si battezzarono, "convertendosi" al cristianesimo; tuttavia la donna non ha mai tenuto nascosta la sua venerazione delle divinità Kami. Ha continuato a lavorare nel negozio fino all'età di 63 anni, quando si è ritirata. A 67 anni, tuttavia, ha avviato un'attività in proprio, facendo la fioraia; ha ridotto il suo orario lavorativo nel suo negozio una volta divenuta ottantenne. Negli anni '70, ha visitato gli Stati Uniti, dove aveva diversi nipoti.
Rimase vedova del marito Hideo nel 1993, e nello stesso anno subì un'operazione di rimozione della cataratta. All'età di 103 anni, le fu diagnosticato un cancro al colon, ma grazie ad un tempestivo intervento avvenuto a Tokyo sopravvisse. Nel 2010, quando aveva 107 anni, suo figlio ha scritto In Good and Bad Times, 107 Years Old, un libro su di lei che parla della sua vita e della sua longevità. A 113 anni durante un'intervista con l'organizzazione di notizie della TV giapponese TNC dalla sua casa di cura, dichiarò: "Da quando sono arrivata qui, non ho altra scelta che lavorare sodo, farò del mio meglio!". È stata inoltre intervistata dalla TV giapponese KBC nel settembre 2017, quando aveva 114 anni.
Negli ultimi anni risiedette in una casa di cura a Higashi-ku, nella prefettura di Fukuoka, era ancora in buona salute e occupava il suo tempo giocando a Othello e facendo brevi passeggiate nei corridoi della struttura. I suoi hobby includevano calligrafia e calcoli. Mangiava cibi come riso, pesce e zuppa, oltre a bere molta acqua, una dieta che ha detto di aver seguito da quando aveva circa 112 anni. Aveva ancora un forte appetito, adorava i dolci e beveva tre lattine al giorno di caffè in scatola, bevande nutrizionali e bevande gassate. Aveva anche sottolineato che la famiglia significava tutto per lei, e dormire sonni tranquilli era il suo segreto di longevità. Suo nipote, Gary Funakoshi, disse al sindaco di San Diego che Kane attribuiva la sua longevità alla sua fede nelle divinità Kami.
Il 22 luglio 2018, all'età di 115 anni e 201 giorni, divenne decana dell'umanità. Durante un'intervista del 27 luglio 2018, quando scoprì di essere diventata la più longeva del mondo, disse che avrebbe voluto vivere fino all'età di 120 anni. Il 9 marzo 2019, all'età di 116 anni e 66 giorni, venne riconosciuta come persona più longeva del mondo dal Guinness World Record.
Il 2 gennaio 2020 compì 117 anni, diventando la nona persona di sempre riconosciuta dal Guinness dei Primati a raggiungere tale traguardo. Il 5 gennaio seguente, circondata dallo staff della struttura, da parenti, amici e gli altri ospiti della casa di riposo, venne celebrata la sua straordinaria età e Tanaka consumò una torta davanti alle telecamere delle principali agenzie di stampa.
Il 12 settembre 2020, in occasione della "festa nazionale del rispetto per gli anziani" (Keirō no Hi), celebrò l'evento consumando una fetta di torta realizzata appositamente.
Il 19 settembre seguente, dopo aver scalato la classifica dei primati di longevità umana, superò la connazionale Nabi Tajima, deceduta all'età di 117 anni e 260 giorni il 21 aprile 2018, diventando la persona la cui età sia stata confermata più longeva della storia dell'Asia e la 3ª in assoluto nella storia dell'umanità. Festeggiò il nuovo record nella sua casa di riposo a Fukuoka il 19 settembre 2020, «gustando» una tavoletta di cioccolato e della Coca-Cola. In tale occasione ricevette numerosi omaggi, tra i quali anche una lettera del governatore della prefettura di Fukuoka.
Dopo il rinvio delle Olimpiadi di Tokyo 2020 a causa della pandemia di Covid 19, nel novembre dello stesso anno le venne riconfermato il ruolo di tedofora per l'11 maggio successivo; la donna avrebbe dovuto eseguire una staffetta di 200 metri sulla sua carrozzina a Fukuoka, guidata da un parente.
Il 2 gennaio 2021 ha compiuto 118 anni, divenendo la terza persona accertata di sempre ad aver raggiunto questo traguardo. Dopo essersi svegliata alle 07:00 (ora locale) ed aver fatto colazione, il 2 gennaio (JST), in ottima salute, consumò la «propria bevanda preferita» e ricevette le congratulazioni da parte dello staff e degli altri ospiti della casa di riposo. Sorridendo, ringraziò poi tutti; a causa delle misure restrittive per "arginare il contagio da Covid-19", non poté incontrare i propri familiari.
Il 5 marzo 2021 lei e la sua famiglia furono intervistati dalla CNN "a distanza"; durante l'esclusiva dell'emittente statunitense i familiari testimoniarono la determinazione della donna a percorrere a piedi gli ultimi metri dei 100 nei quali avrebbe dovuto portare la torcia olimpica.
A fine aprile 2021, a poche settimane dall'evento, la famiglia annunciò il ritiro di Kane Tanaka, che non avrebbe potuto portare la torcia olimpica a causa dell'aumento dei contagi da Covid-19 in Giappone.
Il 2 gennaio 2022 compì 119 anni, diventando la terza persona di sempre a raggiungere tale traguardo, dopo Jeanne Calment e Sarah Knauss.
È morta il tardo pomeriggio del 19 aprile 2022 alle ore 18:11 (11:11 ore italiane) a 119 anni e 107 giorni, cedendo il titolo di decana dell’umanità alla 118enne francese Lucile Randon, e il titolo di decana del Giappone a Fusa Tatsumi.